# Алутагузе (национальный парк)
Национальный парк Алута́гузе, Алута́гузский национальный парк, Алута́геский национальный парк (эст. Alutaguse rahvuspark) — национальный парк в Эстонии. По времени создания самый молодой национальный парк в стране. Расположен на востоке Эстонии, в уезде Ида-Вирумаа.

## История и цели создания
Алутагузский национальный парк основан 24 ноября 2018 года. Из шести национальных парков Эстонии он самый молодой. Первый национальный парк в Эстонии был основан в Лахемаа в 1971 году, предпоследний — Матсалуский — в 2004 году.
Идея об основании национального парка в Алутагузе впервые была выдвинута ещё в 1920-е годы эстонским ботаником Густавом Вильбасте. Однако его замысел был реализован лишь почти 100 лет спустя.
Цель национального парка Алутагузе — защита, сохранение и восстановление болотных, лесных, луговых, озёрных, речных и прибрежных природных сообществ Чудского озера, характерных для региона ландшафтов и форм рельефа, биологического разнообразия, охраняемых животных и растений и важных мест миграции и гнездования птиц, а также сохранение и продвижение регионального культурного наследия и историко-культурных объектов.

## Территория
Национальный парк Алутагузе занимает бо́льшую часть Алутагузской низменности. Парк создан на базе 11 природоохранных зон: заповедников Пухату, Агусалу, Мурака и Селисоо, природных парков Куртна, Смольница, Йыуга, Ийзаку, Струуга и Мяэтагузе, а также охранной зоны в верховьях реки Нарвы. Площадь территории составляет 44 135,3 гектара. 23 855 га (54 %) занято болотами, (18 759 га) 42 % — лесами. Площадь внутренних водоёмов составляет 884,1 га.
Алутагузе является одним из самых богатых лесами районов Эстонии с первозданной природой, напоминающей тайгу. Этому региону всегда была характерна редкая заселённость людьми: плотность населения здесь составляет 3 чел/км², при этом в Эстонии этот показатель составляет в среднем 30 чел/км², в Европейском Союзе — 117 чел/км².
Район Алутагузе исторически является крупнейшим районом хвойных лесов и болот в Эстонии. Национальный парк включает в себя самый длинный песчаный пляж в Эстонии и уникальную дюну Смольница на северном берегу Чудского озера, реку Нарва с самым сильным в Эстонии течением, реки и луга в природном парке Струуга, лесной ландшафт в Куртна с самой высокой плотностью озёр, единственные в Эстонии материковые дюны в Агусалу, одну из крупнейших в Северной Европе болотных систем Пухату и один из самых представительных в стране девственных широколиственных лесов Поруни.
На равнинах встречаются камовые поля, озовые гряды и песчаные дюны. Здесь находятся самые высокие песчаные гряды в Эстонии (42 метра) и самая высокая природная точка Ида-Вирумаа (94 метра над уровнем моря), называемая холмом Тяривере. Озёра в Куртна и Йыуга образовались на месте больших льдин ледникового периода, погребённых под песком и гравием. После того, как льдины растаяли, на их месте возникли глубокие ложбины.
Национальный парк включает в себя множество мест отдыха и туристических троп.

## Флора и фауна
В число охраняемых растений национального парка входят следующие виды: надбородник безлистный (Epipogium aphyllum), гроздовник ромашколистный (Botrychium matricariifolium), гроздовник многораздельный (Botrychium multifidum), ладьян трёхнадрезный (Corallorhiza trifida), сыть бурая (Cyperus fuscus), горечавка лёгочная (Gentiana pneumonanthe), гаммарбия (Hammarbya paludosa), полушник озёрный (Isoetes lacustris), тайник сердцевидный (Listera cordata), лобелия Дортмана (Lobelia dortmanna), эспарцет песчаный (Onobrychis arenaria), ежеголовник узколистный (Sparganium angustifolium), крестовидка гладкая (Cruciata laevipes), мёрингия (Moehringia lateriflora)? башмачок настоящий (Cypripedium calceolus), лосняк Лёзеля (Líparis loesélii) и другие.
Алутагузе — район обитания множества видов птиц, в частности — эстонских белоголовых орланов, для защиты которых в 1938 году здесь была создана первая в Эстонии природоохранная зона — резерват торфяного болота Ратва.
Под охраной государства в национальном парке находятся следующие виды птиц: белоголовый орлан (Aquila chrysaetos), малый подорлик (Aquila pomarina), филин (Bubo bubo), чёрный аист (Ciconia nigra), дербник (Falco columbarius), орлан-белохвост (Haliaeetus albicilla), скопа (Pandion haliaetus), турухтан (Philomachus pugnax), мохноногий сыч (Aegolius funereus), болотная сова (Asio flammeus), лебедь-кликун (Cygnus cygnus), белоспинный дятел (Dendrocopos leucotos), дупель (Gallinago media), большой веретенник (Limosa limosa), трёхпалый дятел (Picoides tridactylus), золотистая ржанка (Pluvialis apricaria), красношейная поганка (Podiceps auritus), глухарь (Tetrao urogallus), болотный лунь (Circus aeruginosus), полевой лунь (Circus cyaneus), малая мухоловка (Ficedula parva), воробьиный сыч (Glaucidium passerinum), серый сорокопут (Lanius excubitor), обыкновенный жулан (Lanius collurio), лесной жаворонок (Lullula arborea), большой кроншнеп (Numenius arquata), средний кроншнеп (Numenius phaeopus), осоед (Pernis apivorus), фифи (Tringa glareola), чирок-свистунок (Anas crecca), хохлатая чернеть (Aythya fuligula), обыкновенный гоголь (Bucephala clangula), сизая чайка (Larus canus), чибис (Vanellus vanellus) и другие птицы, среди них такие редкие виды, как чернозобик (Calidris alpina schinzii), белая куропатка (Lagopus lagopus), ястреб-тетеревятник (Accipiter gentilis), обыкновенный зимородок (Alcedo atthis) и большая выпь (Botaurus stellaris).
Охраняемые виды других животных: обыкновенная летяга (Pteromys volans), капюшонник бороздчатый (Stephanopachys linearis), плоскотелка красная (Cucujus cinnaberinus"), обыкновенная щиповка (Cobitis taenia), жерех (Aspius aspius), обыкновенный вьюн (Misgurnus fossilis), обыкновенный подкаменщик (Cottus gobio) и др.
На территории входящего состав национального парка Алутагузе заповедника Струуга обитает 21 вид стрекоз, в том числе крупнейшая в Эстонии популяция коромысла зеленого. Ландшафтный заповедник Смольница (250,6 га) призван сохранять уникальную систему дюн различного возраста, расположенную на северном побережье Чудского озера, и растительные сообщества, характерные для этих дюн. Протяжённость заповедной зоны составляет около 7 км, ширина — от 200 до 650 м; он входит в европейскую природоохранную сеть «Натура 2000».
Через Алутагузе происходят миграции волка, медведя, рыси и других животных из Эстонии в Россию.

Национальный парк Алутагузе
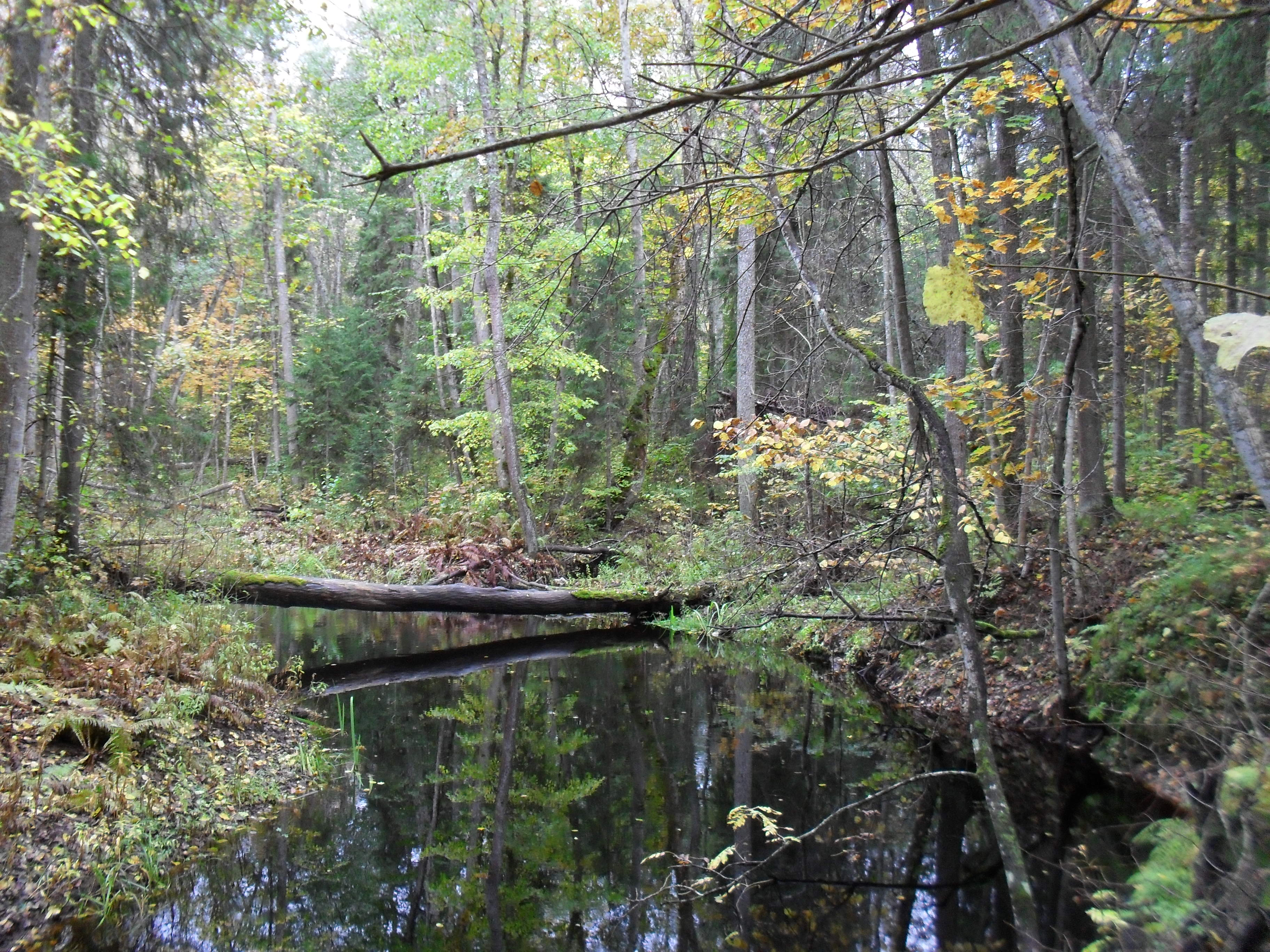
Заповедник Пухату
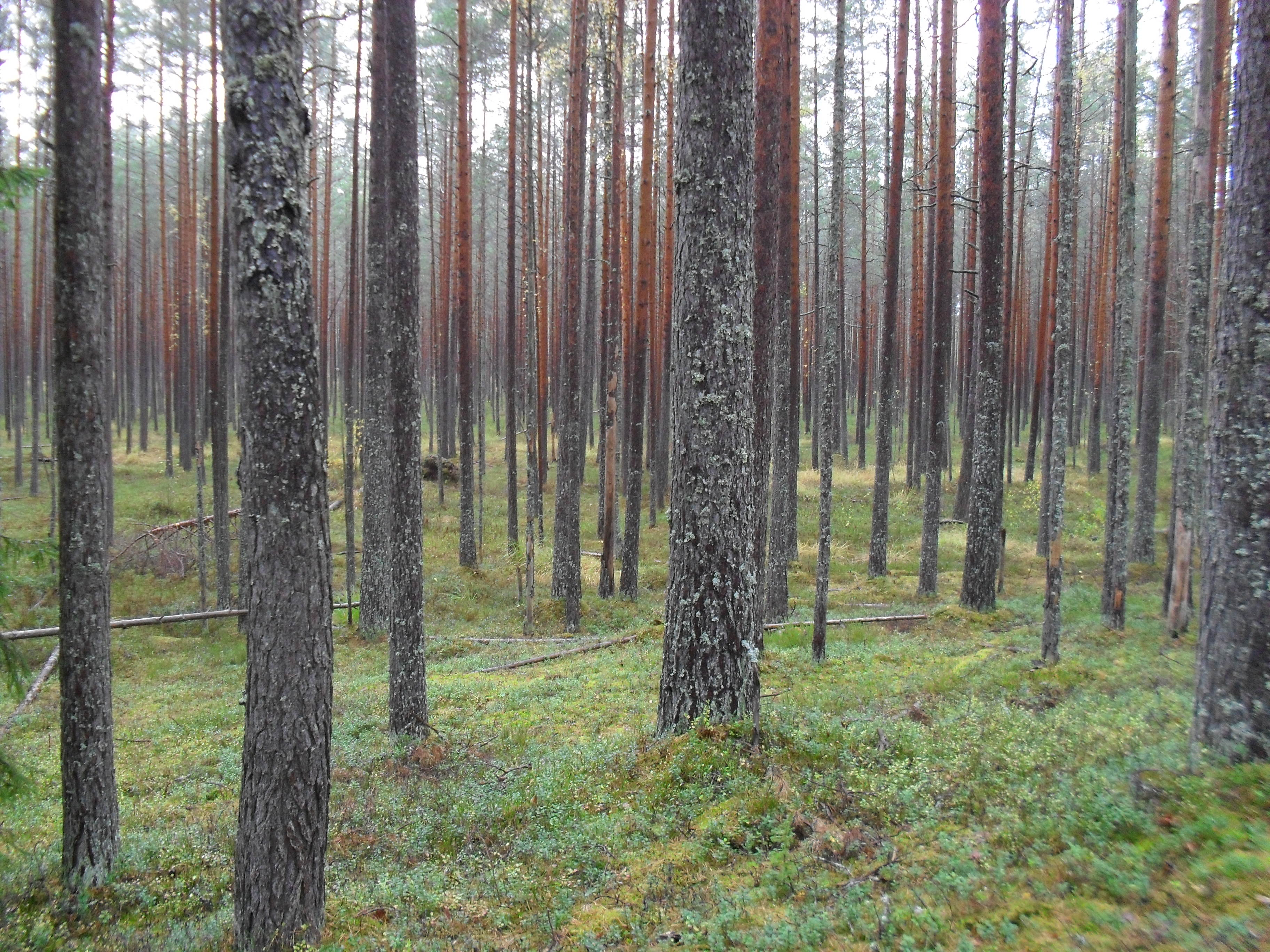
Природный парк Агусалу
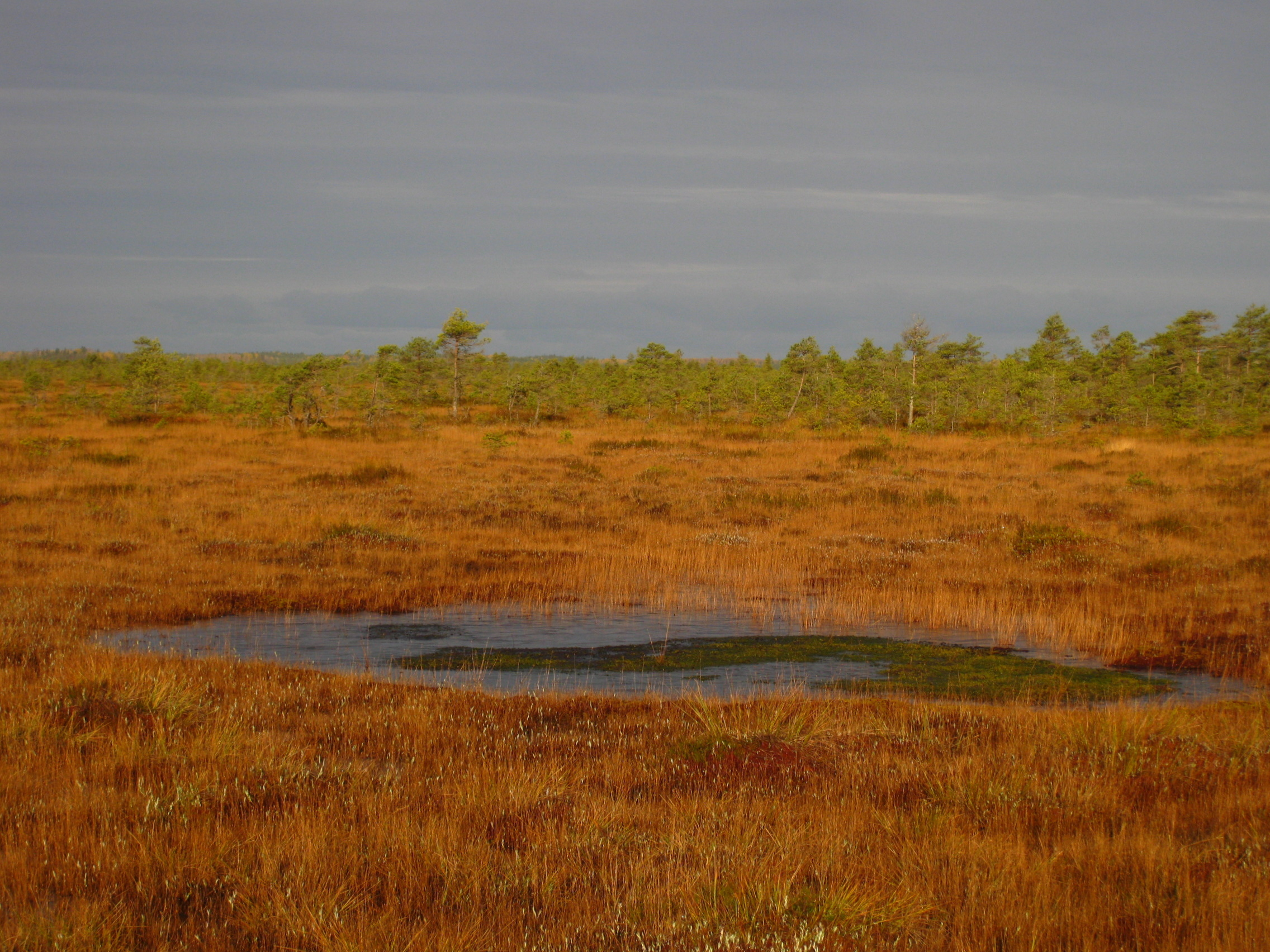
Верховое болото Мурака
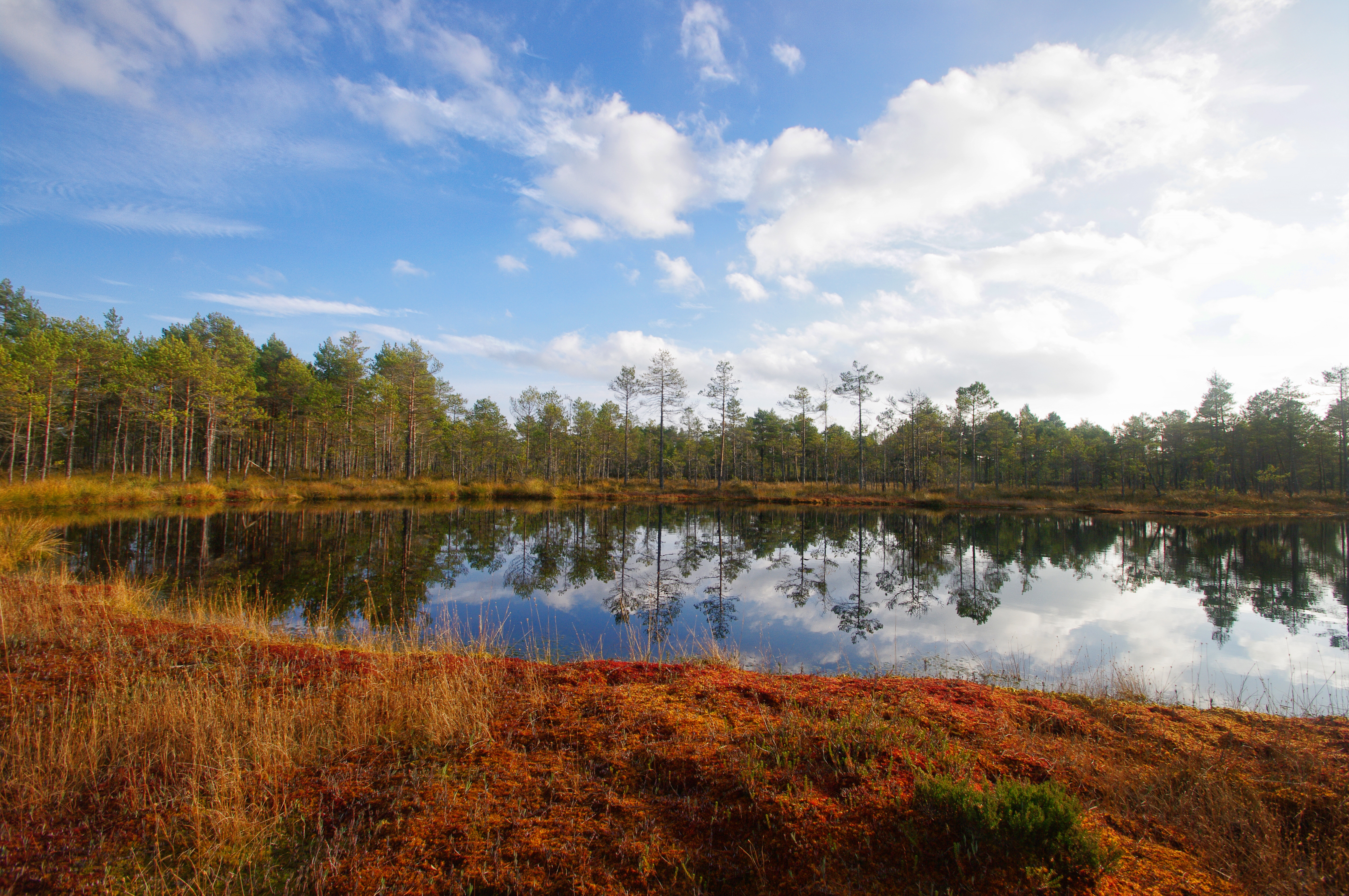
Торфяное болото Селисоо
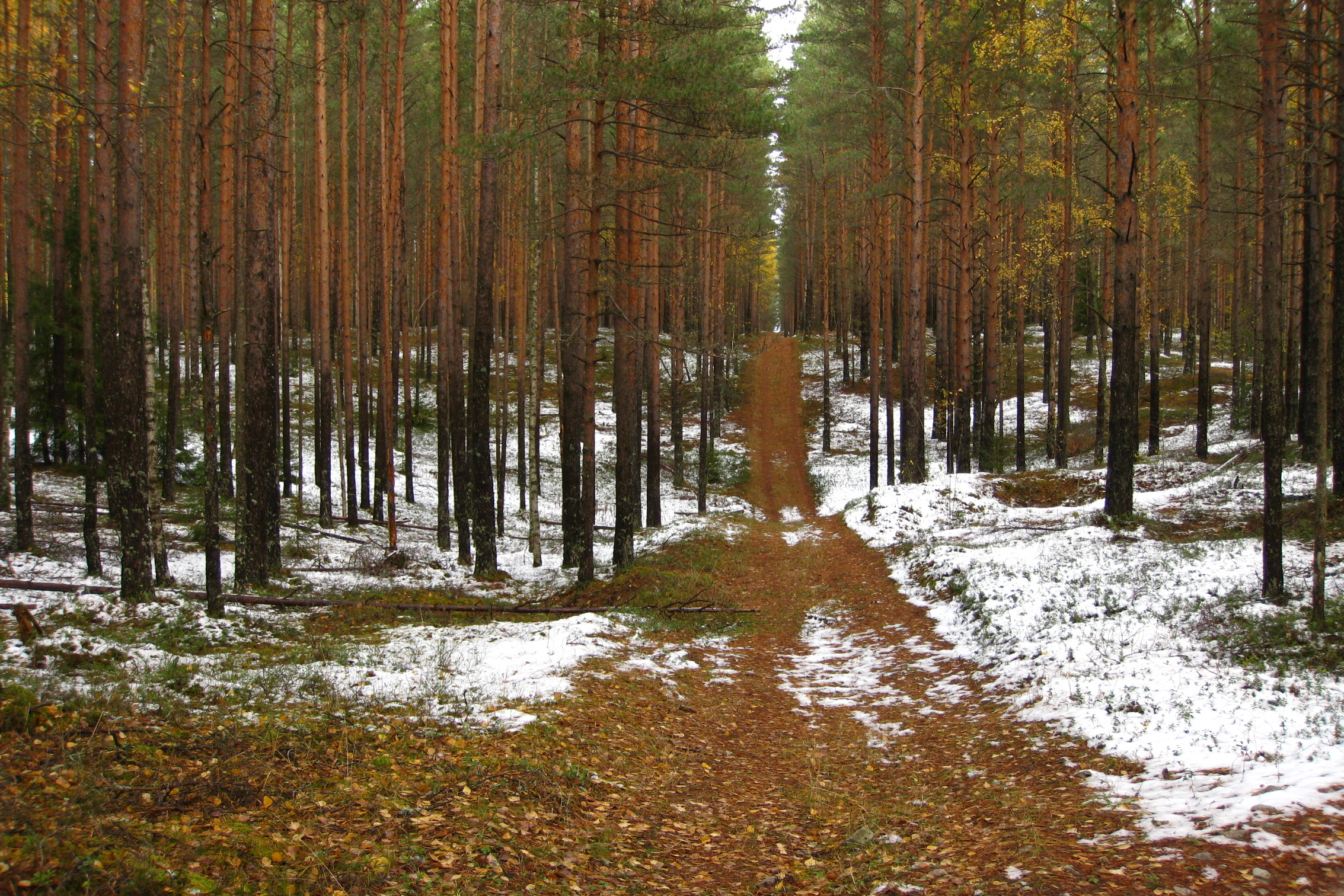
Камы в природном парке Куртна
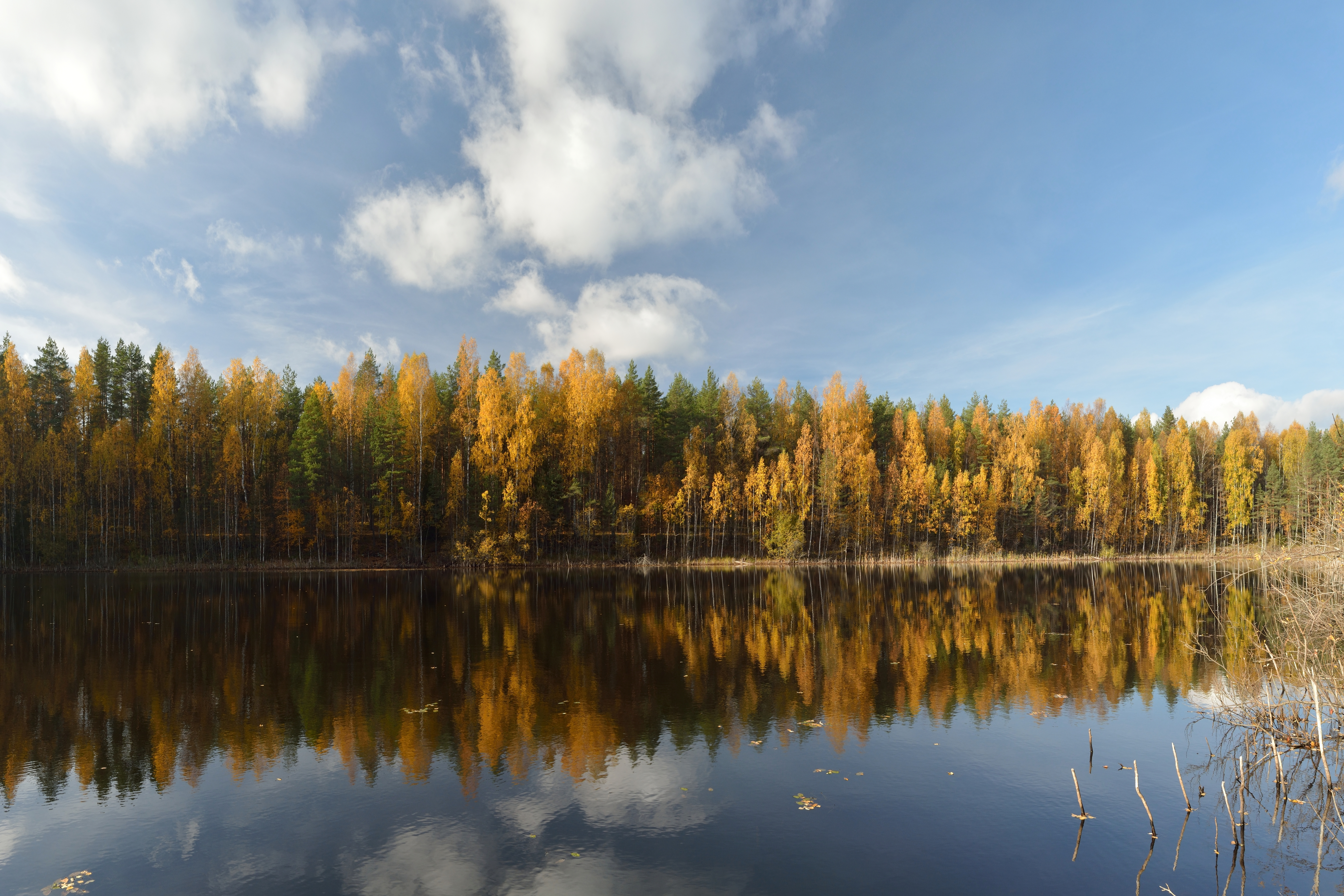
Озеро Курадиярв (Чёртово озеро)
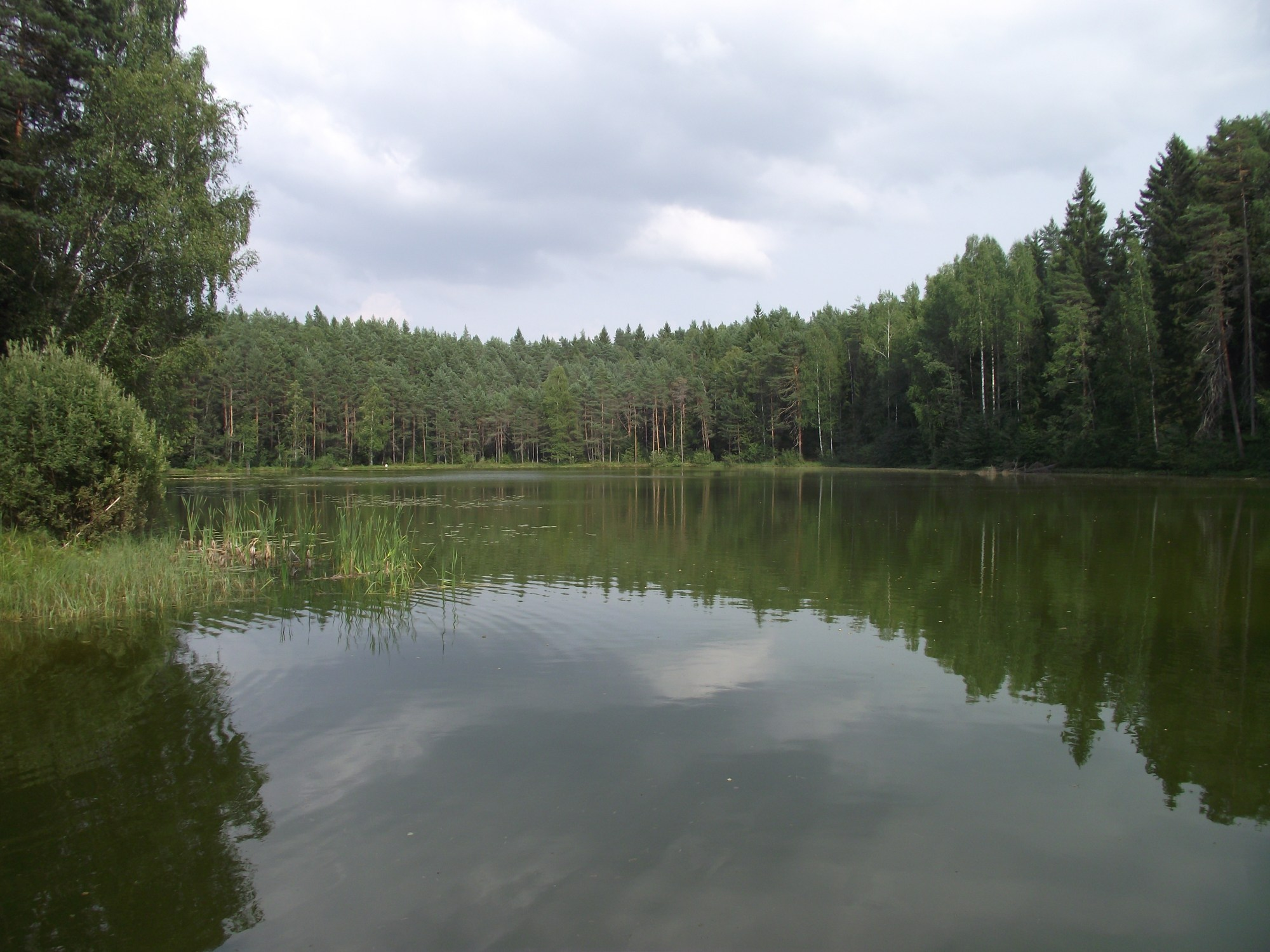
Озеро Песуярв в озёрной системе Йыуга
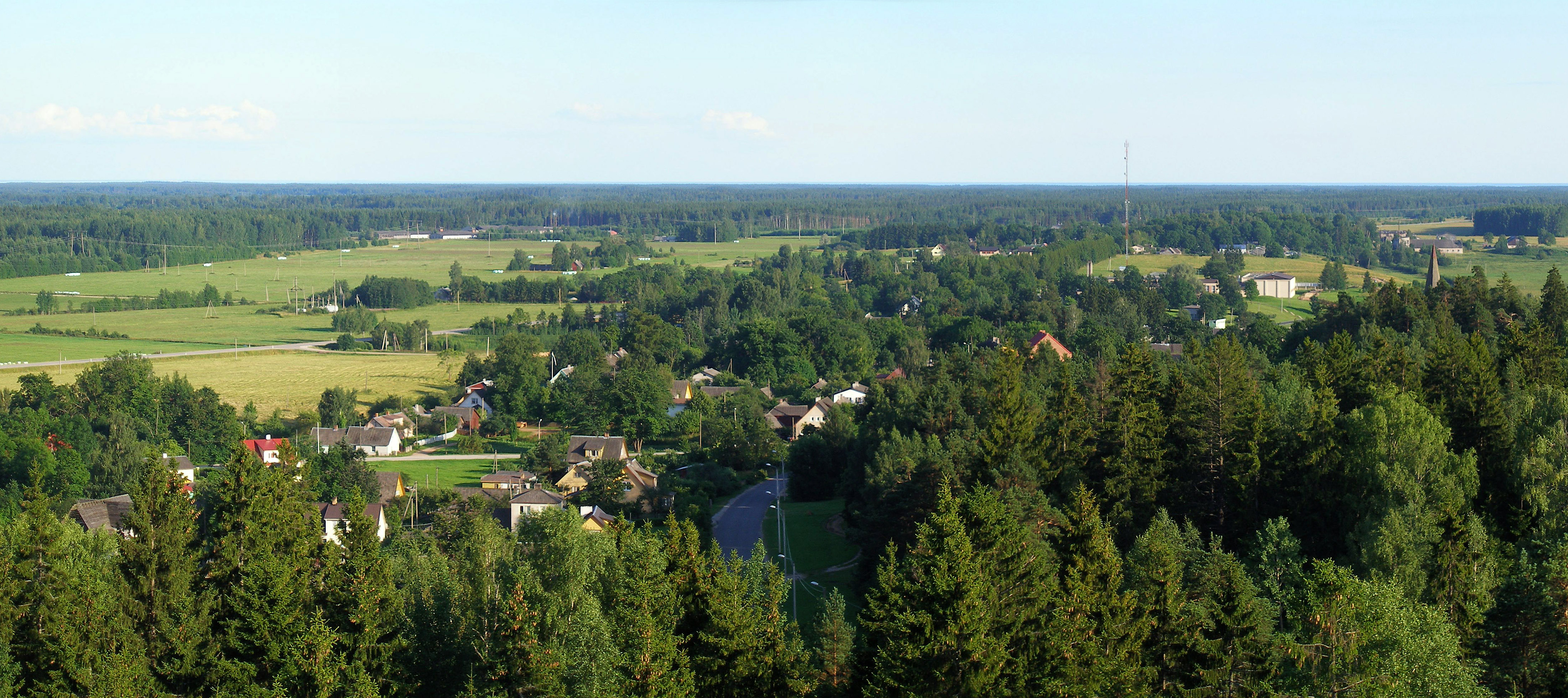
Ийзаку
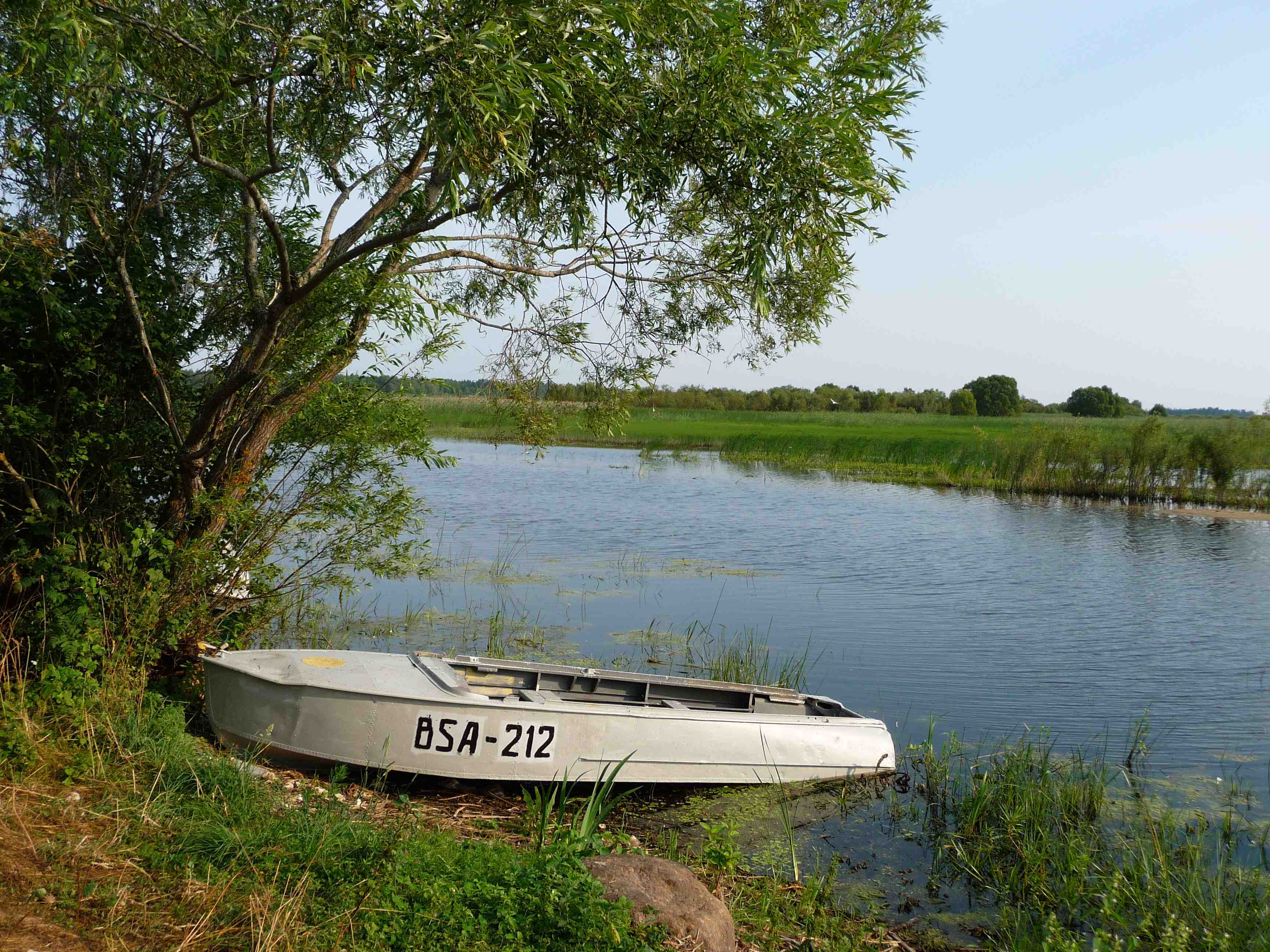
Река Нарва в верхнем течении